# ليونيل بوسكو
ليونيل بوسكو (18 سبتمبر 1981 بهوي في بلجيكا - ) هو لاعب كرة سلة بلجيكي في مركز الهجوم خلفي. لعب مع نادي الشباب العلماني لبورغ-أون-بريس.

## وصلات خارجية
- ليونيل بوسكو على موقع الاتحاد الدولي لكرة السلة (الإنجليزية)
- ليونيل بوسكو على موقع كرة السلة الأوروبية.كوم (الإنجليزية)
- ليونيل بوسكو على موقع ريلجم (الإنجليزية)
- ليونيل بوسكو على موقع بروبوليرز (الإنجليزية)